# Dark sky park

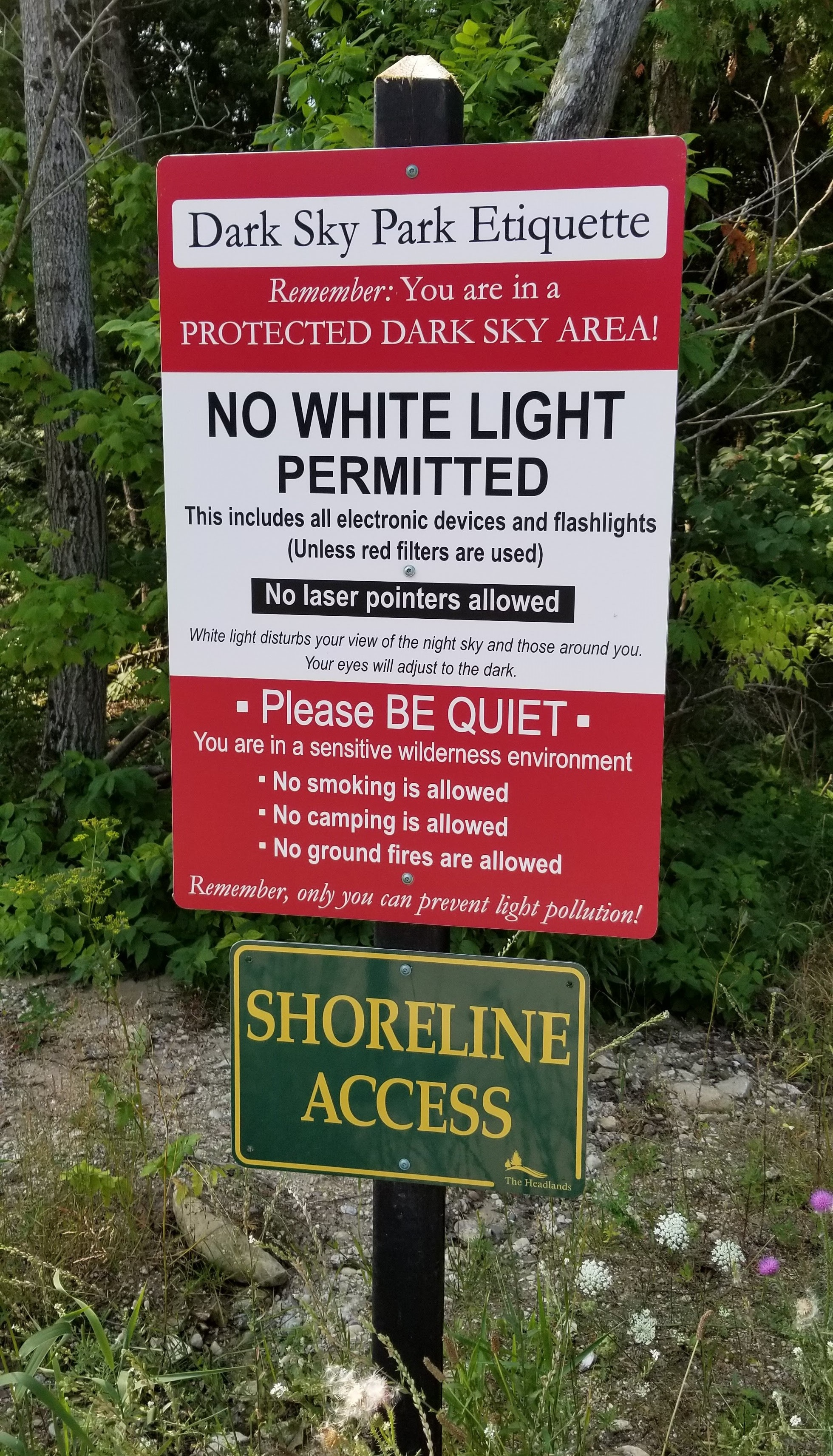
Dark sky park

Een dark sky park is een natuurgebied waarin de nachthemel van hoge kwaliteit is en waar een natuurlijke nachtelijke leefomgeving (habitat) heerst.
Ook dient een dark sky park 's nachts vrij toegankelijk te zijn voor het publiek en wordt de nachtelijke donkerte er gekoesterd vanwege het educatieve, culturele en landschappelijke belang en de natuurwaarde.
Het predicaat dark sky park wordt toegekend door de International Dark Sky Association (IDA) indien een aanvraag daartoe wordt goedgekeurd.

## Geschiedenis
De term "dark sky" werd voor het eerst gebruikt in de jaren 1950 in de stad Flagstaff in de Verenigde Staten, waar sterrenkundigen van de nabijgelegen sterrenwacht zich zorgen maakten over grote zoeklichten die 's avonds door ondernemers werden gebruikt voor reclamedoeleinden.
Naast het predicaat dark sky park, kan een gebied ook de status krijgen van dark sky reserve, dark sky reservaat of dark sky community en ook is er nog een onderverdeling in goud, zilver of brons afhankelijk van de donkerte van de nachthemel.

## Voorbeelden

### Europa
In Nederland bevinden zich twee dark sky parken: Dark Sky Boschplaat op Terschelling en Dark Sky Lauwersmeer op de grens van Friesland en Groningen in de voormalige getijdenzone van de ingedamde Lauwerszee (nu Lauwersmeer).
Enkele andere dark sky parken in Europa zijn bijvoorbeeld het Galloway Forest Park in Schotland, het Nationaal Park Eifel in Duitsland en het Izera Dark Sky Park op de grens van Tsjechië en Polen.
Daarnaast zijn er in Europa nog twee eilanden die in zijn geheel een dark sky park zijn: kanaaleiland Sark voor de kust van Normandië bij Frankrijk en het eiland Coll voor de noordwestkust van Schotland.

### Buiten Europa
Buiten Europa zijn bekende dark sky parken het Grand Canyon National Park in de Verenigde Staten, het Iriomote-Ishigaki National Park in Japan en het Warrumbungle National Park in Australië.
De Royal Astronomical Society of Canada erkent binnen Canada zogenaamde dark-sky preserves, die niet per se ook door het IDA erkend zijn. Een voorbeeld hiervan is het Nationaal Park Terra Nova.